# 泰錦控股
泰錦控股有限公司，簡稱泰錦控股（英語：Tai Kam Holdings Limited，港交所：8321），在1996年，由多名投資者於香港（總部）成立「泰錦建築工程有限公司」，其後在2002年，由劉景順（主席）、劉根水及劉美齊，成立「應順土力工程有限公司」進行收購。
業務在香港經營斜坡工程，包括修葺和維修。
股份則在2016年10月28日於港交所創業板上市。配售價格為0.35港元，配售股份為2億股，而集資額為5000萬港元。

## 外部連結
- taikamholdings.com （页面存档备份，存于）